# Rossemaison
Rossemaison ist eine politische Gemeinde im Distrikt Delémont des Kantons Jura in der Schweiz. Der frühere deutsche Name Rottmund wird heute nicht mehr verwendet.

## Geographie
Rossemaison liegt auf 455 m ü. M., 2 km südlich des Kantonshauptorts Delémont. Das Dorf erstreckt sich an einem leicht nach Norden geneigten Hang im Zentralteil des Delsberger Beckens, einer breiten Senke im Faltenjura.
Die Fläche des nur 1,9 km² grossen Gemeindegebiets umfasst einen kleinen Abschnitt im Zentralteil der landwirtschaftlich intensiv genutzten Ebene des Delsberger Beckens. Die Gemeindefläche reicht von der auf 425 m ü. M. liegenden Ebene der Sorne, einem linken Nebenfluss der Birs, nach Südosten bis auf den Montchaibeux. Diese bewaldete Erhebung, ein isolierter Hügel im Delsberger Becken, bildet mit 627 m ü. M. den höchsten Punkt der Gemeinde. Von der Gemeindefläche entfielen 1997 12 % auf Siedlungen, 18 % auf Wald und Gehölze und 71 % auf Landwirtschaft.
Nachbargemeinden von Rossemaison sind Courtételle, Delémont, Courrendlin und Châtillon.

## Bevölkerung
Mit 733 Einwohnern (Stand 31. Dezember 2023) gehört Rossemaison zu den kleineren Gemeinden des Kantons Jura. Von den Bewohnern sind 93,4 % französischsprachig, 4,0 % deutschsprachig und 2,2 % italienischsprachig (Stand 2000). Die Bevölkerungszahl von Rossemaison belief sich 1850 auf 185 Einwohner, 1900 auf 192 Einwohner. Dank der Nähe von Delémont hat die Bevölkerung in den letzten Jahrzehnten kontinuierlich zugenommen. Heute ist Rossemaison mit der südlichen Gewerbe- und Industriezone von Delémont fast zusammengewachsen.

## Wirtschaft
Die Gemeinde war bis in die zweite Hälfte des 20. Jahrhunderts vorwiegend landwirtschaftlich geprägt. In den letzten Jahrzehnten hat sich Rossemaison jedoch zum Wohndorf gewandelt, am östlichen Dorfrand befindet sich eine grosse Wohnzone. Da es im Dorf ausserhalb des landwirtschaftlichen Sektors kaum Arbeitsplätze gibt, sind viele Erwerbstätige (ungefähr 60 %) Wegpendler, sie arbeiten vor allem im nahen Delémont.

## Verkehr
Rossemaison liegt zwar abseits von Durchgangsstrassen, es ist aber trotzdem verkehrsmässig gut erschlossen. Am nördlichen Ortsrand führt die Umfahrung Delémont der Autobahn A16 entlang, die sowohl an das schweizerische Nationalstrassennetz als auch an das französische Autobahnnetz angebunden ist. Das Dorf wird durch eine Buslinie bedient, die von Delémont nach Châtillon verkehrt.

## Geschichte
Erstmals wird Rossemaison 1194 als Rondemunt erwähnt, was auf das lateinische mons rotundus ‚runder Berg‘ (nämlich der Montchaibeux) zurückgeht. 1462 erscheint auch der Name Rosemason. Der Ort gehörte der Propstei Moutier-Grandval und behielt auch nach der Reformationszeit den katholischen Glauben bei. Von 1797 bis 1815 gehörte Rossemaison zu Frankreich und war anfangs Teil des Département Mont-Terrible, ab 1800 mit dem Département Haut-Rhin verbunden. Durch den Entscheid des Wiener Kongresses kam das Dorf 1815 an den Kanton Bern zum Amtsbezirk Moutier. Die Bewohner von Rossemaison votierten in den Juraplebisziten stets für die Schaffung des Kantons Jura. Als Grenzgemeinde im Amtsbezirk Moutier entschied sich Rossemaison in der Volksabstimmung vom 7. September 1975 für den Kanton Jura, trat 1976 in den Distrikt Delémont über und kam mit diesem am 1. Januar 1979 an den neu gegründeten Kanton Jura.

## Sehenswürdigkeiten
Die ehemalige Kapelle Notre-Dame de la Salette wurde 1869–1870 erbaut. Seit 1983 befindet sich darin das Kulturzentrum der Gemeinde. Rossemaison gehörte früher zur Pfarrei Courrendlin.

## Bilder

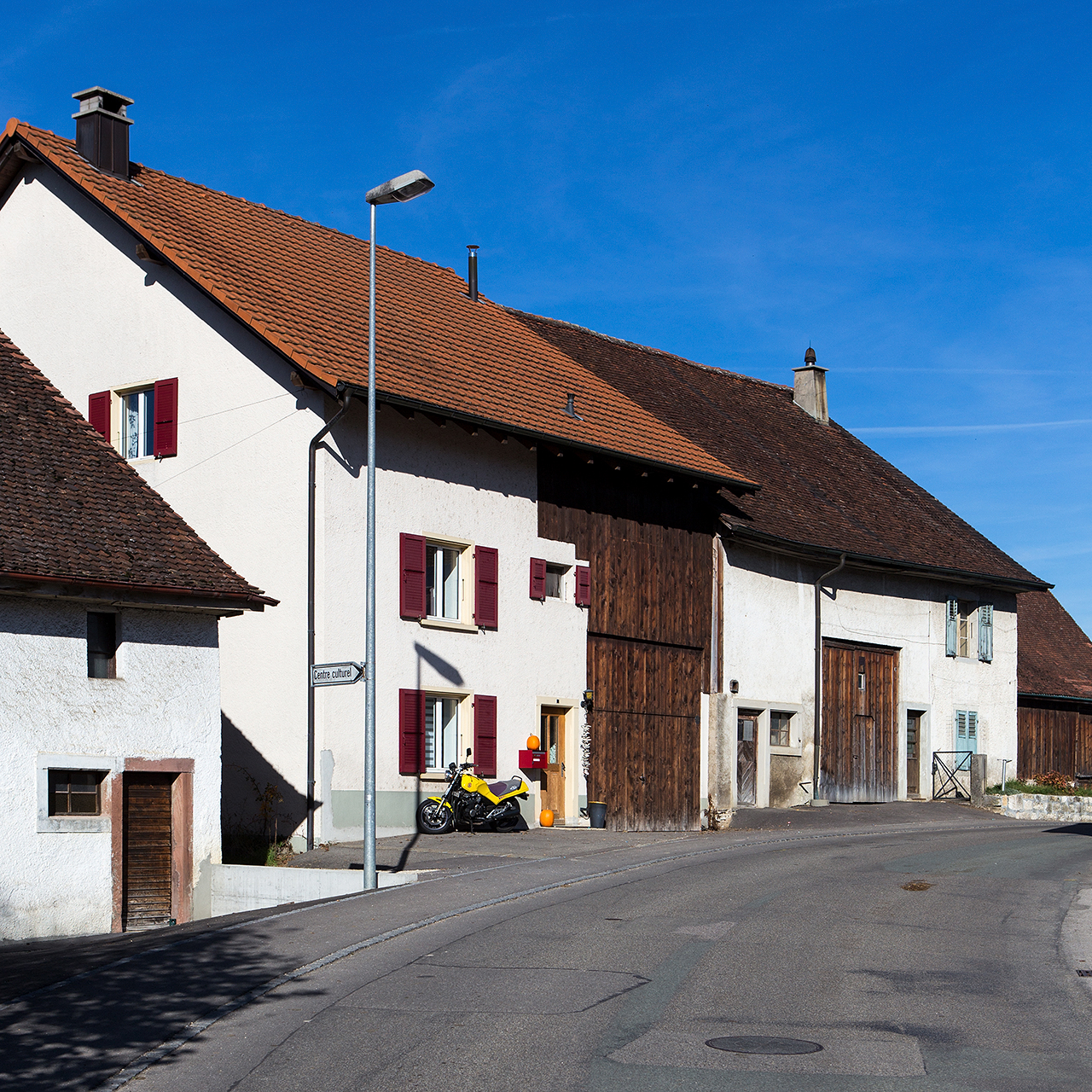
Im Dorfzentrum
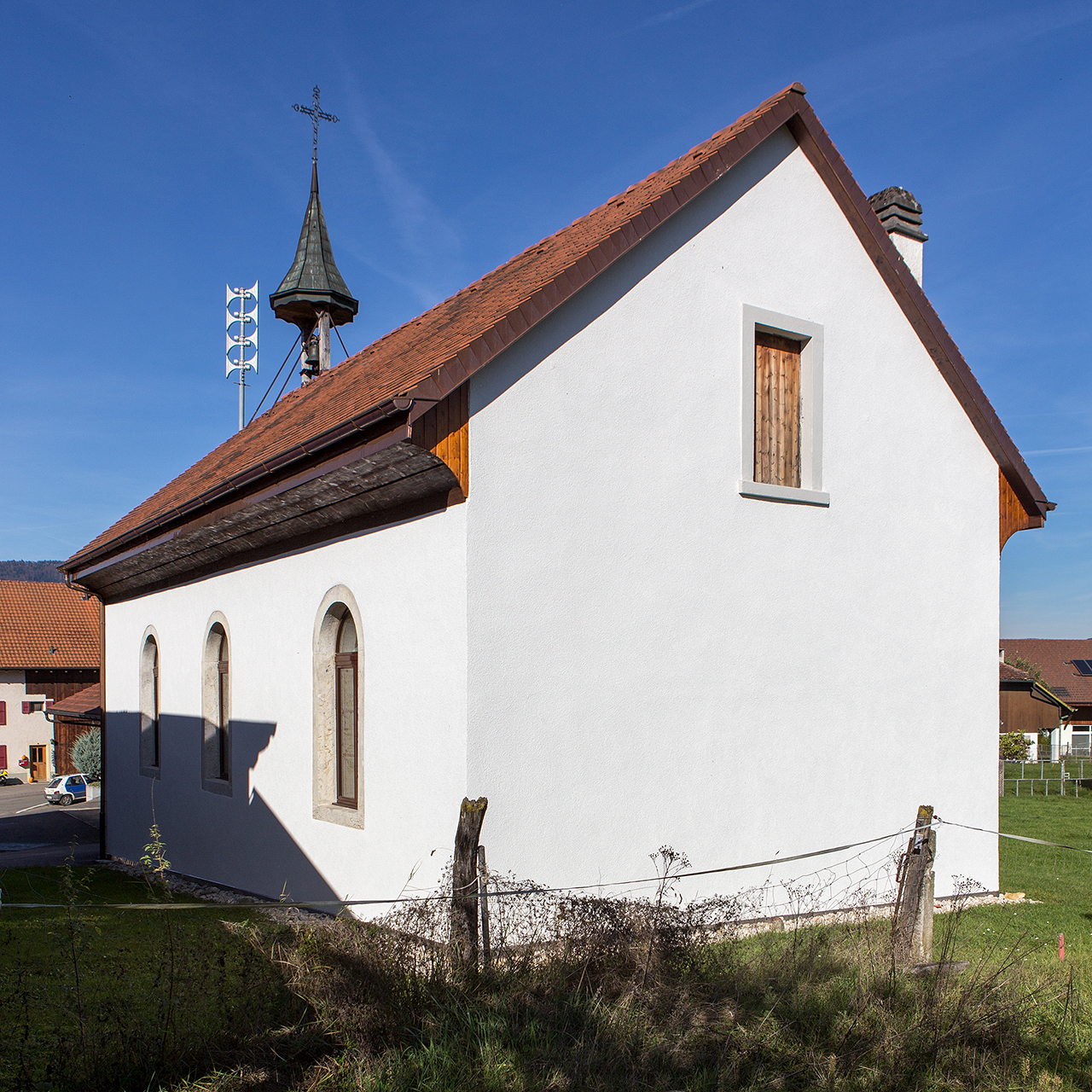
Kulturzentrum (alte Kapelle)
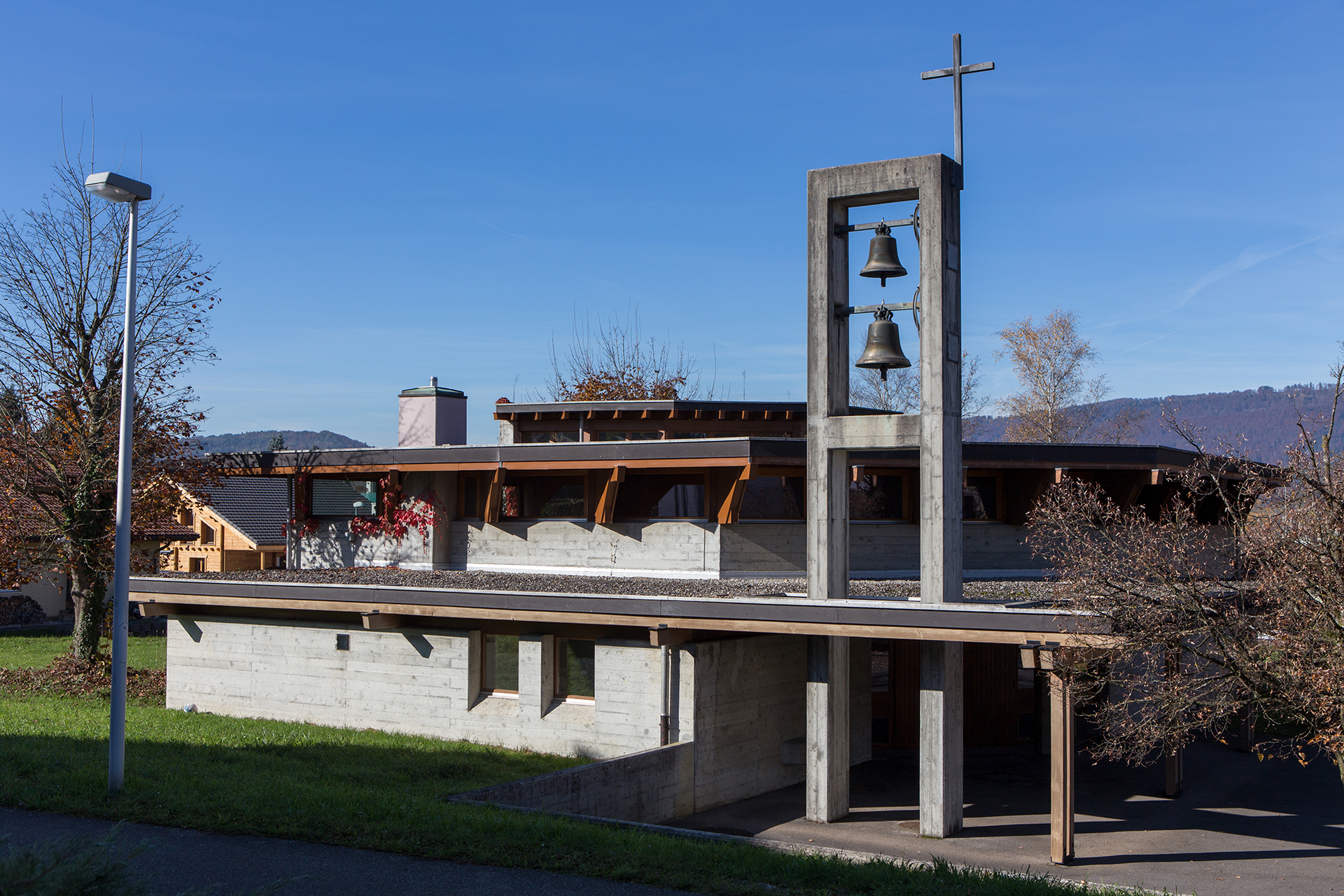
Neue Kapelle
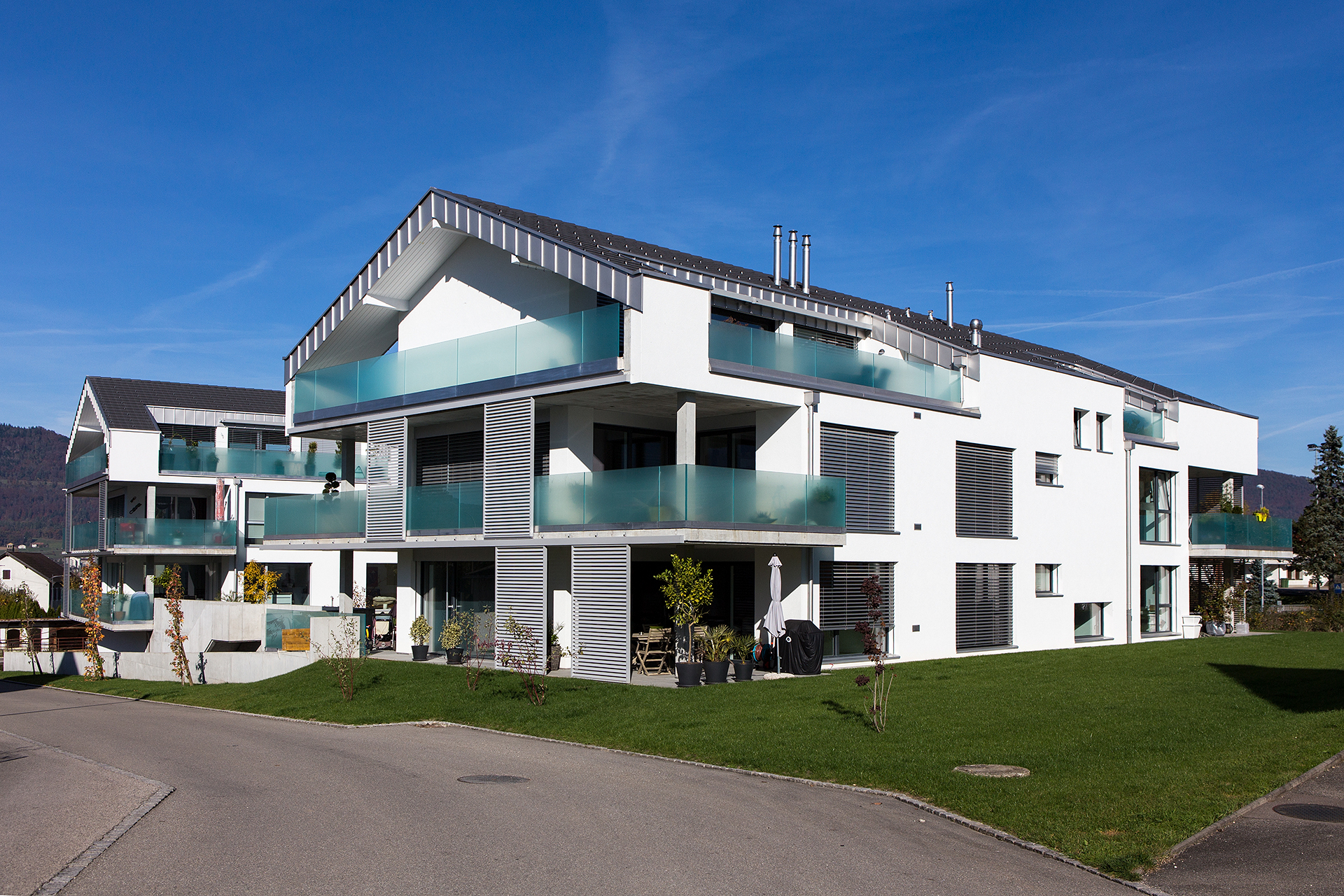
Neue Wohnsiedlung
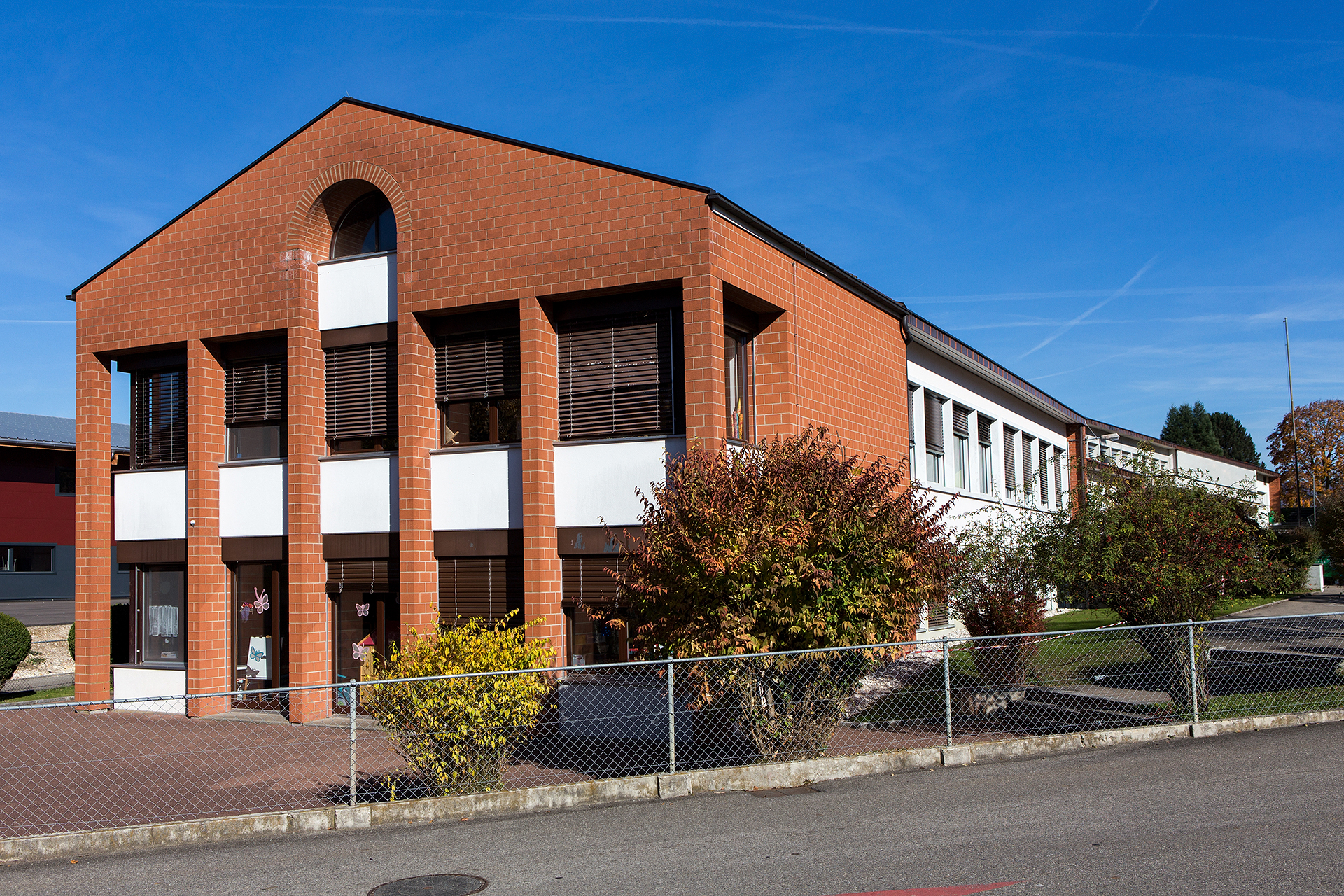
Schulhaus
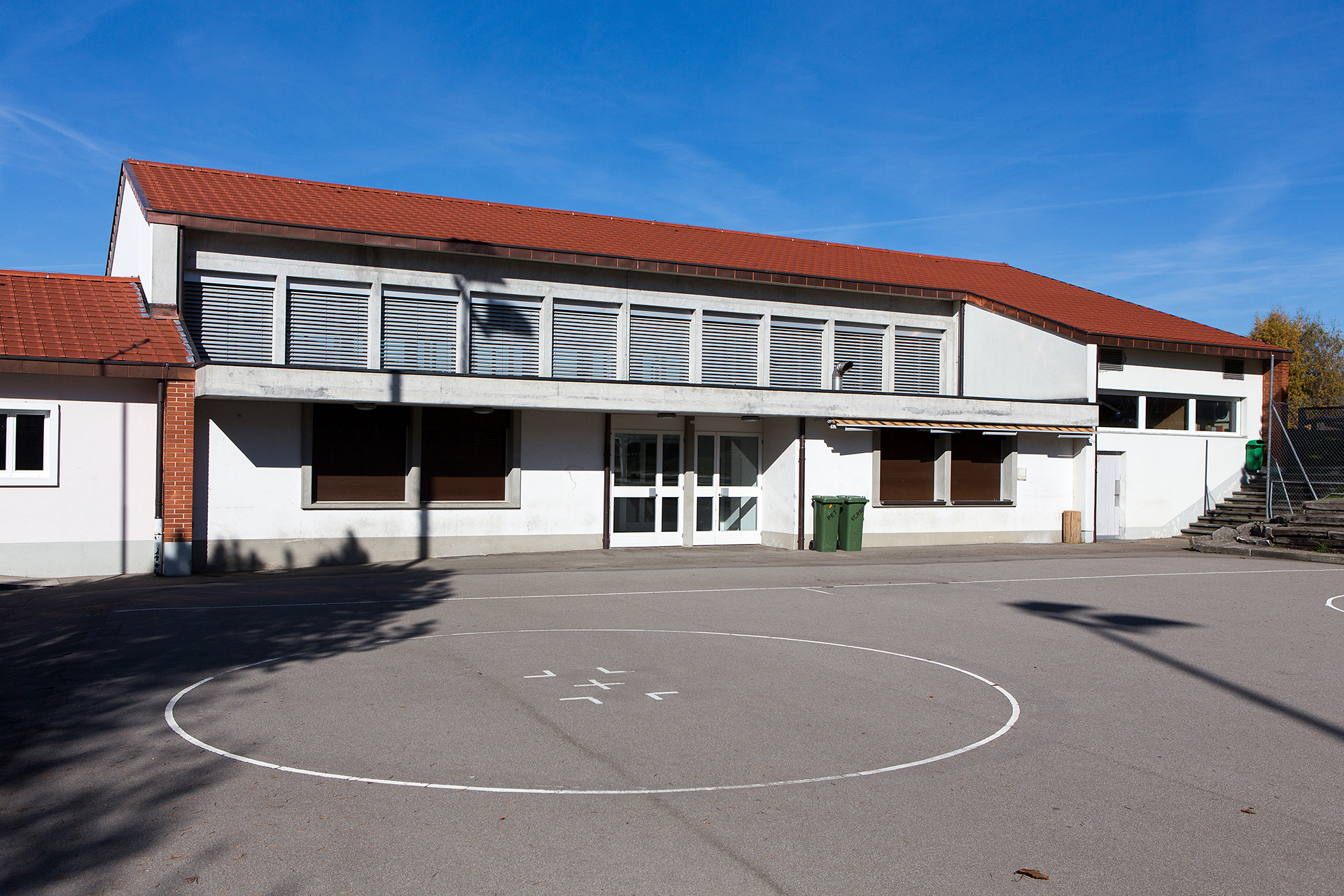
Turnhalle